# Manitou (roman)
Pour les articles homonymes, voir Manitou (homonymie).
Manitou (titre original : The Manitou) est un roman d'horreur écrit par Graham Masterton, publié en 1975 par les éditions anglaise Neville Spearman. La première édition française a été publiée en France en 1978 par l'édition de la Librairie des Champs-Élysées, sous le titre de Le Faiseur d'épouvantes. Toutes les éditions suivantes Nouvelles éditions Oswald en 1984, les éditions Pocket en 1990, 1996, 2000, 2002, les éditions Fleuve Noir en 2003 et l'édition Milady en 2010 intituleront le roman Manitou exceptionnel[Quoi ?]. Selon l'auteur, Le Manitou a été écrit pendant l'hiver 1974, sur une table de cuisine à Chiswick, un quartier de Londres, en cinq jours seulement.
Ce roman marque le début des aventures de Harry Erskine, voyant à la petit semaine, pour ne pas dire charlatan, dans une série qui s'étalera de 1975 à 2016, en sept histoires. Dans les premières aventures d'Harry Erskine, ce dernier rencontre Karen Tandy. La femme atteinte d'une mystérieuse tumeur au cou. Cette dernière se révèle en fait contenir un démon amérindien, Misquamacus, qui menace l'humanité. Il faut savoir qu'une autre fin au roman avait été envisagé par l'auteur. La version finale The Missing Manitou a été proposé gratuitement, en 2001, par l'auteur sur son site avec une explication sur la génèse de son roman. En effet, lorsque Graham Masterton a soumis Le Manitou à l'éditeur Andy Ettinger de Pinnacle Books, une maison d'édition anglo-saxonne, ce dernier a souhaité une fin plus dramatique.

## Résumé
Le faux médium et escroc Harry Erskine n'a jamais vraiment cru à l'occulte jusqu'à ce que Karen Tandy vienne le voir avec une tumeur à croissance rapide sur le cou, se plaignant de rêves sombres et inquiétants. Lorsque les médecins révèlent que la masse contient quelque chose de vivant, les enjeux montent en flèche - non seulement pour Karen et Harry, mais aussi pour toute l'humanité.
Quelque chose de terrible est en train de sortir de l'ombre dans laquelle il a été confiné pendant des siècles - une monstruosité amérindienne déterminée à détruire tout vestige de la race blanche qui a opprimé les Indiens d'Amérique et en a fait sa proie. Et à moins qu'un groupe hétéroclite de défenseurs mal préparés ne parvienne à exploiter une ancienne magie indigène, rien ne pourra arrêter la terrible renaissance du chaman malveillant - et rien ne pourra échapper au carnage qu'il engendrera.

## Genèse
Graham Masterton a été inspiré par un article lu sur Buffalo Bill Wild West Annual (no 7), un comics dessiné par Denis McLoughlin en 1955. L'article en question relatait les esprits amérindiens, les manitous. Graham s'est aussi appuyé sur le personnage fictif, Quamus, un indien imaginé  par H. P. Lovecraft. L'écrivain écossais a donc nommé son démon Misquamacus. En outre, pour imaginer le sort fatal qu'il réserverai au démon Misquamacus, Graham Masterton s'est servi du roman de science-fiction La Guerre des mondes de l'écrivain britannique H. G. Wells.

## Incipit
« Si vous croyez qu'un devin mène une vie de tout repos, essayez donc de dire la bonne aventure quinze fois par jour, à raison de vingt dollars la séance. Ensuite vous verrez si vous être du même avis ! »

## Chapitres
- Prélude
  - Surgit de la nuit
  - Vers les ténèbres
  - Au sein des ténèbres
  - Paysage crépusculaire
  - Nouvelle plongée vers les ténèbres
  - Au-delà des brumes
  - Après l'obscurité
  - Au-dessus des ténèbres
  - Sous le nuage
  - Vers la lumière

## SérieManitou
- 1975 : Le Faiseur d'épouvantes (en France) (Librairie des Champs-Élysées, 1978)
- 1979 : La Vengeance du Manitou (Néo, 1985 ; Pocket coll. « Terreur » no 9038)
- 1992 : L'Ombre du Manitou (Presses de la Cité, 1992 ; Pocket coll. « Terreur » no 9143)
- 1996 : Le Retour du manitou, 9e nouvelle (Spirit-Jump, en anglais) issu du recueil de nouvelles Les Visages du cauchemar (Pocket coll. « Terreur » no 9185)
- 2005 : Du Sang pour Manitou (Bragelonne, 2007)
- 2010 : Peur aveugle (Bragelonne, 2010)
- 2015 : Plague of the Manitou (non traduit en France)